# André Bessière (résistant)
Pour les articles homonymes, voir Bessière.
André Bessière, né le 2 décembre 1926 à Paris et mort le 5 janvier 2017 à Vias, à l'âge de 90 ans, est un résistant, déporté, ingénieur, président d'associations et mémorialiste.

## Biographie
Né le 2 décembre 1926, André Bessière a 14 ans en 1940 lorsque sa famille quitte Paris à l'approche des troupes allemandes. De retour de « l'exode », il découvre Paris occupé.

### Jeune résistant, déporté
Il s'engage dans la Résistance à 15 ans en janvier 1942, dans le mouvement de résistance Front national. Il devient rapidement chef de groupe tout en étant élève au collège Rollin. Mais sa section est découverte en décembre 1943. Il fuit Paris vers le Sud. Il est arrêté à la frontière espagnole. Il est incarcéré à la Citadelle de Perpignan puis au camp de Royallieu à Compiègne. Il fait la connaissance du poète Robert Desnos avec qui il partagera l'épreuve de la déportation jusqu'à la mort de ce dernier en juin 1945.
Il est déporté par un convoi de 1 700 détenus le 27 avril 1944. L'histoire du convoi est particulièrement bien connue. Le plus jeune des déportés a 16 ans, le plus vieux 71 ans. 46 % des déportés sont des ouvriers. Aucun d'entre eux n'a été arrêté comme juif. Il semble que ce soit une erreur de la bureaucratie allemande qui soit à l'origine du départ du convoi vers le centre de mise à mort des Juifs d'Europe. Après avoir reçu une miche de pain et un saucisson, les prisonniers sont entassés dans des wagons à bestiaux. L'air devient vite irrespirable à l'intérieur des wagons. Les détenus commencent vite à se battre pour accéder aux lucarnes et respirer un peu. Le voyage dure quatre jours et trois nuits. Poussés à bout par la faim, la soif et la promiscuité, des détenus deviennent fous. Certains se battent et veulent s'entretuer. Les plus costauds et les plus résistants moralement essaient d'établir un semblant de discipline. Le 30 avril, le train s'arrête et les détenus peuvent enfin descendre. 60 hommes sont morts pendant le voyage. Une dizaine, incapable de se maitriser, s'éloigne du quai et est immédiatement abattue par les SS.

### Auschwitz
Les autres détenus forment une colonne et se mettent en marche sous les coups des SS. Au bout de deux kilomètres, ils entrent dans le camp d'Auschwitz. Ils sont parqués entre 24 et 48 heures dans deux écuries. Ils sont ensuite tatoués, fouillés à corps, tondus, douchés et doivent revêtir les tenues rayées des déportés. Ils connaissent pour quelques jours le quotidien des esclaves d'Auschwitz à l'ombre des fours crématoires. Puis le 12 mai, ils sont placés de nouveau dans un train pour Buchenwald. 45 membres du convoi sont morts à Auschwitz.

### Buchenwald
Le convoi de déportés français arrive à Buchenwald le 14 mai. Les détenus revivent les mêmes scènes « d'accueil » qu'à Auschwitz. Ils sont ensuite parqués dans le petit camp, une sorte de mouroir où sont entassés les déportés trop faibles pour travailler. Mais un millier d'entre eux repart le 24 mai pour Flossenbürg. André Bessière reste à Buchenwald avec Robert Desnos. Début juin, ils sont affectés dans le même commando de travail à Flöha, en Saxe, dans une usine de production des fuselages d'avions. En avril 1945, Buchenwald et ses camps satellites sont en grande partie évacués devant l'avance américaine. Sur 56 000 détenus à Buchenwald début avril, il n'en restait plus que 20 000 à l'arrivée des Américains le 11 avril. Les déportés déjà affaiblis par la faim et les mauvais traitements entament trois semaines d'une marche épuisante, surnommée marche de la mort. Les trainards et les malades sont impitoyables exécutés par les SS. Le 7 mai, le convoi de Bessière épuisé arrive au camp de Theresienstadt. Le camp est libéré par les Soviétiques le lendemain Mais une épidémie de typhus ravage alors le camp. André Bessière survit à l'épidémie mais Robert Desnos en meurt. Il est rapatrié en France le 27 juin 1945. 51 % des membres du convoi sont morts (en une année).

### Carrière, engagement associatif, mémoires
Après la Seconde Guerre mondiale, André Bessière s'engage dans l'armée, mais est réformé pour raison de santé en 1948. Il reprend alors ses études, devient ingénieur et chef d'entreprise. C'est un militant actif des associations de déportés. Il a été président de l'Amicale des Déportés Tatoués du 27 avril 1944 et président du Cercle Austerlitz.
Dans les années 1990, il commence à écrire ses mémoires en plusieurs volumes. Le premier tome, L'engrenage : « Ils avaient une certaine idée de la France », est consacré au début de la Seconde Guerre mondiale et à son entrée dans la Résistance, ainsi qu'à l'histoire des résistants déportés du même convoi. Il s'arrête le jour de son départ en déportation. Le second tome, D'un enfer à l'autre : ils étaient d'un convoi pour Auschwitz, commence le jour où le convoi quitte Paris pour les camps, le 27 avril 1944 et raconte une année de déportation. Le troisième, Revivre après : l'impossible oubli de la déportation, publié en 2006, retrace les morts et les souffrances ayant suivi la libération des camps, et la difficile réinsertion ; cette approche centrée sur l'après déportation lui donne un caractère novateur. Dans ces différents récits, il mêle ses souvenirs à ceux de ses camarades, en une large « biographie collective ».

## Œuvres
- L'engrenage : « Ils avaient une certaine idée de la France », Paris, Buchet-Chastel, 1991, 508 p.  (ISBN 2-7020-1372-4).
- D'un enfer à l'autre : ils étaient d'un convoi pour Auschwitz, préface de Jacques Chaban-Delmas, Paris, Buchet-Chastel, 1997, 428 p.  (ISBN 2-283-01717-3).
- Destination Auschwitz avec Robert Desnos, Paris, L'Harmattan, 2001, 303 p.  (ISBN 2-7475-0180-9).
- Revivre après : l'impossible oubli de la déportation, Paris, Éditions du Félin, 2006, 286 p.  (ISBN 2-86645-623-8).
- Il était une fois la Légion d'honneur : de la croix des braves au ruban rouge, Paris, L'Harmattan, 2008, 270 p.  (ISBN 978-2-296-06592-5).
- Lycéen, résistant : 1942-1944, Compiègne, Mémorial de l'internement et de la déportation, 2012, 149 p.  (ISBN 978-2-9534328-7-9).
- Préface du livre Au service de la Mémoire, Edilivre, 2017 de l'auteur Bryan Dietz

## Distinctions
- Officier de la Légion d'honneur, 2011.